# Démoniaques
Démoniaques (Most Evil) est une émission de télévision adaptée d'un format américain s'intéressant aux tueurs en série sur une méthode du psychiatre Michael Stone, diffusée entre le 13 juillet 2006 et le 7 avril 2008 aux États-Unis sur Investigation Discovery. Une nouvelle saison est diffusée du 7 décembre 2006 au 26 février 2015.
En France, elle est diffusée depuis 2007 sur Discovery Channel France. Le montage de la version française présente des différences avec la version originale.

## Principe de l'émission
Le Docteur Michael Stone a créé une « échelle du mal » de 22 niveaux pour explorer l'esprit des tueurs.
Michael Stone est psychiatre medico-legal à New York.

## Fiche technique
- Caméraman : Larry Engel, Stephen Kazmierski
- Montages : Jeremy Cohen, Michael Wei, Joey Grossfield, Tom Swartwout
- Son : Jared Seidman

## L'échelle du mal (The scale of evil)
| Catégorie | Critères |
| --------- | --- |
| 01        | Those who kill in self-defense and do not show psychopathic tendencies. Individus qui tuent pour se défendre (self-defense), mais qui ne montrent pas de tendances psychopathiques. |
| 02        | Jealous lovers who, though egocentric or immature, are not psychopathic. Amoureux jaloux, égocentriques ou immatures mais non psychopathiques. |
| 03        | Willing companions of killers: aberrant personality — probably impulse-ridden, with antisocial traits. Compagnons volontaires de tueurs ; personnalité aberrante — probablement impulsifs, avec des traits de personnalité antisociale. |
| 04        | Kill in self-defense, but had been extremely provocative towards the victim. Individus qui tuent pour se défendre (self-defense) mais ayant été extrêmement provocateurs envers leur victime. |
| 05        | Traumatized, desperate people who kill abusive relatives and others (like to support a drug habit) but lack significant traits. Genuinely remorseful. Individus traumatisés qui tuent des proches les ayant abusé (violences, abus sexuel, etc.), ou autres (comme tuer pour satisfaire à une addiction aux drogues) mais qui n'ont pas de traits de personnalité particuliers. Pris de remords sincères après leur acte criminel. |
| 06        | Impetuous, hotheaded murderers, yet without marked psychopathic features. Impulsifs qui commettent un crime sans raison, sur un coup de tête, mais qui ne présentent pas de caractéristiques psychopathes fortes. |
| 07        | Highly narcissistic, not distinctly psychopathic people with a psychotic core who kill people close to them (jealousy an underlying motive). Individus très narcissiques, pas clairement psychopathes mais avec un fond psychotique. Ils tuent des personnes qui leur sont proches (motivés par la jalousie). |
| 08        | Non psychopathic people with smoldering rage who kill when rage is ignited. Individus non psychopathes couvant leur rage et qui tuent quand cette rage est libérée. |
| 09        | Jealous lovers with psychopathic features. Amoureux jaloux, présentant des symptômes psychotiques. |
| 10        | Killers of people who were "in the way" or who killed, for example, witnesses (egocentric but not distinctly psychopathic). Tueurs de personnes qui leur font « tête » ou se trouvent sur leur passage, par exemple des témoins (égocentriques mais pas clairement psychotiques). |
| 11        | Psychopathic killers of people "in the way". Tueurs psychopathes qui tuent ceux qui leur font « tête » ou se trouvent sur leur passage. |
| 12        | Power-hungry psychopaths who killed when they were "cornered". Psychopathes assoiffés de pouvoir qui tuent quand ils se sentent acculés. |
| 13        | Killers with inadequate, rage-filled personalities who "snapped". Tueurs à personnalité décalée et enragée, qui « pètent un câble ». |
| 14        | Ruthlessly self-centered psychopathic schemers. Psychopathes intrigants et impitoyablement égocentriques. |
| 15        | Psychopathic "cold-blooded" spree or multiple murders. Psychopathes commettant des meurtres multiples de sang-froid (lors d'un carnage ou en série). |
| 16        | Psychopaths committing multiple vicious acts. Psychopathes commettant de multiples actes vicieux. |
| 17        | Sexually perverse serial murderers, torture-murderers (among the males, rape is the primary motive with murder to hide the evidence; Systematic torture is not a primary factor). Pervers sexuels qui tuent en série, tueurs avec tortures (chez les hommes le viol est la motivation principale, avec meurtre pour effacer les preuves de leur acte ; ne torturent pas systématiquement leur victimes).                           |
| 18        | Torture-murderers with murder the primary motive. Tueurs avec tortures dont le motif principal est le meurtre. |
| 19        | Psychopaths driven to terrorism, subjugation, intimidation and rape (short of murder). Psychopathes orientés vers le terrorisme, l'asservissement, l'intimidation et le viol (sans meurtre). |
| 20        | Torture murderers with torture as the primary motive but in psychotic personalities. Tueurs avec tortures dont le motif principal est la torture, de personnalité psychopathe. |
| 21        | Psychopaths preoccupied with torture in the extreme, but not known to have committed murder. Psychopathes hantés par la torture à l'extrême, mais sans aller jusqu'au meurtre. |
| 22        | Psychopathic torture-murderers, with torture their primary motive, sexual homicide. Psychopathes qui tuent avec tortures, dont la motivation principale est de torturer leurs victimes, crime sexuel. |

## Saison 1
| # | Date de diffusion US | Titre de l'épisode                          | Le profile du tueur (exemple)                                                                  |
| - | -------------------- | ------------------------------------------- | ---------------------------------------------------------------------------------------------- |
| 1 | 13 juillet, 2006     | Killer Lies                                 | Susan Smith, John List, Nathaniel Bar-Jonah, Dennis Rader                                      |
| 2 | 20 juillet, 2006     | Cold-Blooded Killers (Tueurs au sang-froid) | Ted Bundy, John Wayne Gacy, Gary Ridgway, Tommy Lynn Sells                                     |
| 3 | 27 juillet, 2006     | Murderous Women (Tueurs féminins)           | Marybeth Tinning, Susan Smith, Gwendolyn Graham and Cathy Wood, Aileen Wuornos, Theresa Knorr  |
| 4 | 10 août, 2006        | Partners in Crime (Alliance meurtrière)     | Charles Ng and Leonard Lake, Paul Bernardo and Karla Homolka, Ian Brady and Myra Hindley       |
| 5 | 17 août, 2006        | Psychotic Killers (Meurtriers psychotiques) | Ed Gein, Gary Heidnik, Arthur Shawcross                                                        |
| 6 | 24 août, 2006        | Deadly Desires                              | Jerry Brudos, Jeffrey Dahmer, David Parker Ray, Westley Allan Dodd                             |
| 7 | 31 août, 2006        | Science of Murder (La science du Meurtre)   | Charles Whitman, Arthur Shawcross, Ed Gein, Gary Heidnik                                       |
| 8 | 7 septembre, 2006    | Up Close (Au plus près de l'horreur)        | Nathaniel Bar-Jonah, Cathy Wood, Cindy Hendy, David Parker Ray, Tommy Lynn Sells, Leonard Lake |

## Saison 2
| #  | Date de diffusion US | Titre de l'épisode                                           | Le profile du tueur (exemple)                                                                            |
| -- | -------------------- | ------------------------------------------------------------ | --- |
| 1  | 12 août, 2007        | Jealousy (Jalousie)                                          | Samuel Collins, Clara L. Harris, Andrew Cunanan, Agustin Garcia, Ira Einhorn, Jean Harris, Brynn Hartman |
| 2  | 19 août, 2007        | Stalker (Traqueur)                                           | Richard Farley, Robert John Bardo, Mark David Chapman, Gerald Atkins                                     |
| 3  | 26 août, 2007        | Delusional (Fous)                                            | Herbert Mullin, Diana Dial, Eric Beishline                                                               |
| 4  | 2 septembre, 2007    | Unsolved Cases (Affaires Non Classées)                       | The Lipstick Killer, William Heirens, Le Dahlia noir, George Hodel                                       |
| 5  | 9 septembre, 2007    | Cult Followers (Dans la tête d'un adepte)                    | Ron Luff, Jeff Lundgren, Charles Manson, Charles« Tex » Watson, Jim Jones                                |
| 6  | 16 septembre, 2007   | Spree Killers (Tueurs à la chaîne)                           | Martin Bryant, Charles Whitman, Charles Starkweather, Yusef Rahman, Seung-Hui Cho                        |
| 7  | 23 septembre, 2007   | Attention Seekers (Ceux qui cherchent à attirer l'attention) | David Berkowitz, Terry Driver, Keith Jesperson                                                           |
| 8  | 30 septembre, 2007   | Masterminds (Les maîtres du crime)                           | Edmund Kemper, Ted Bundy, H. H. Holmes, Theodore Kaczynski                                               |
| 9  | 7 octobre, 2007      | Revenge (Revanche)                                           | Coy Wayne Wesbrook, Archie McCafferty, Patty Bieber                                                      |
| 10 | 14 octobre, 2007     | Cult Leaders (Les gourous)                                   | Shoko Asahara, Adolfo Constanzo, Charles Manson, Jim Jones                                               |

## Saison 3
| #  | Date de diffusion US | Titre de l'épisode  | Le profile du tueur (exemple)                                                                     |
| -- | -------------------- | ------------------- | ------------------------------------------------------------------------------------------------- |
| 1  | 31 janvier, 2008     | Manson              | Charles Manson                                                                                    |
| 2  | 7 février, 2008      | Super Delusional    | Michael Owen Perry, Joseph Kallinger, Leonard Lake, Diana Dial, Colin Ferguson, Michael McDermott |
| 3  | 14 février, 2008     | Schemers            | Diane Downs, Michael Swango, John Edward Robinson, Martha Ann Johnson                             |
| 4  | 21 février, 2008     | Vampires/Cannibals  | Armin Meiwes, Richard Chase, Rod Ferrell, Jeffrey Dahmer                                          |
| 5  | 28 février, 2008     | Women               | Dorothea Puente, Judy Neelley, Betty Broderick                                                    |
| 6  | 6 mars, 2008         | Redemption          | Billy Wayne Sinclair, Archie McCafferty, Daniel Nieto                                             |
| 7  | 13 mars, 2008        | Gangs               | Richard Kuklinski, Philadelphia Poison Ring, Ervil LeBaron                                        |
| 8  | 20 mars, 2008        | What Makes a Killer | The minds of criminals who are impulsive liars and serial predators.                              |
| 9  | 27 mars, 2008        | Face to Face        | The motives, methods and minds of murderers.                                                      |
| 10 | 7 avril, 2008        | Tracking Killers    | Keith Wayne Jesperson, The Black Dahlia                                                           |

## Saison 4
| #  | Date de diffusion US | Titre de l'épisode | Le profil du tueur (exemple)                                |
| -- | -------------------- | ------------------ | ----------------------------------------------------------- |
| 1  | 7 décembre 2006      | Manipulators       | Taylor Helzer, Sylvia White, Elmer Wayne Henley, Dean Corll |
| 2  | 14 décembre 2006     | Control Killers    | Ronald Gene Simmons, Richard Angelo, Billy Wayne Coble      |
| 3  | 21 décembre 2006     | Rage Killers       | Gerald Stano, Benjamin Atkins, Robert Lopez                 |
| 4  | 28 décembre 2006     | Stone Cold Killers | Henry Lee Lucas, Maksim Gelman, Joseph Paul Franklin        |
| 5  | 4 janvier 2015       | Sexual Deviants    | Wayne Adam Ford, Richard Hooten, Gerard John Schaefer       |
| 6  | 11 janvier 2015      | Fantasy Killers    | Daniel Conahan, Angela Sanford, Harvey Miguel Robinson      |
| 7  | 16 janvier 2015      | Deceptive Killers  | Darci Pierce, Doyle Kelley, Kendall Francois                |
| 8  | 23 janvier 2015      | Egocentric Killers | Robert Ben Rhoades, Paul Devoe, David Dowler                |
| 9  | 30 janvier 2015      | Attention Seekers  | George Russell, Eddie Seda, Terry Caylor                    |
| 10 | 26 février 2015      | Predators          | David Elliot Penton, Jack Owen Spillman, Levi King          |